# I-77
I-77 (Interstate 77) — межштатная автомагистраль в Соединённых Штатах Америки. Протяжённость магистрали — 610,10 мили (981,86 км). Проходит по территории пяти штатов.
| Штат  | миль   | км     |
| ----- | ------ | ------ |
| SC    | 91,05  | 146,53 |
| NC    | 102,31 | 164,66 |
| VA    | 69,4   | 111,7  |
| WV    | 187,21 | 301,29 |
| OH    | 160,13 | 257,70 |
| Всего | 610,10 | 981,86 |

## Основные развязки
- I-20, Колумбия, Южная Каролина
- I-85, Шарлотт, Северная Каролина
- I-40, Стейтсвилл, Северная Каролина
- I-74, округ Сарри, Северная Каролина
- I-81 / US 11 / US 52, округ Уит, Виргиния
- I-64, Бекли — Чарлстон, Западная Виргиния
- I-79, Чарлстон, Западная Виргиния
- I-70, округ Гернси, Огайо
- I-76 / SR 8, Акрон, Огайо
- I-80 / SR 21, Ричфилд, Огайо

## Вспомогательные магистрали
- I-277, Северная Каролина
- I-277, Огайо